# L'ultimo abenzerraggio
L'ultimo abenzeraggio és una òpera en quatre actes amb música de Felip Pedrell i Sabaté, basada en un text de Chateaubriand, composta el 1867 i de la qual faria diverses versions fins a la definitiva del 1889. El llibret va ser escrit en italià per Francesc Fors de Casamajor i es va estrenar al Gran Teatre del Liceu de Barcelona el 14 d'abril de 1874.

## Context
Tot i que no va passar de cinc representacions, va tenir una bona acollida per part del públic i la crítica, com ho demostra que al llarg de la quarta representació s'obsequiés el compositor amb una llarga llista d'objectes, un d'ells per la Societat Wagner.
L'obra es va estrenar en italià (tot i que la premsa l'anunciava amb el títol de El último abencerraje), seguint el costum del Gran Teatre del Liceu, on sempre es representaven les obres en aquesta llengua.
La partitura, amb reducció de la part orquestral per a piano, va ser publicada el 1874 per l'editorial Andrés Vidal y Roger de Barcelona, amb dedicatòria a la cantant Ebe Trèves, una de les cantants de l'estrena.
De l'obra es va destacar, ja a l'època de la seva estrena, la influència de la música de Wagner, molt remarcable al quartet del quart acte i la importància del paper de l'orquestra en l'obra. De fet, l'estrena d'aquesta obra no es pot deslligar de la creació de la Societat Wagner de Barcelona, fundada per Felip Pedrell, Antoni Opisso i Viña i Andreu Vidal i Llimona (editor-propietari de la revista La España Musical), i presidida per Josep Pujol i Fernàndez. La societat fou honoríficament presidida pel compositor Richard Wagner.

## Intèrprets
Van interpretar l'obra les cantants Giuseppina Borsi de Giuli (filla de la soprano Teresa de Giuli Borsi) i Ebe Trèves (nom real Anna Giustina Ebe Trèves), i els cantants Carlo Carpi, Antonio Vidal i Francesc Viñals.
L'obra va ser dirigida en la seva estrena pel director Eusebi Dalmau.